# Laurentius van Siponto
Laurentius Maiorano van Siponto (tweede helft 5e eeuw – Siponto in Apulië, ca. 546) was van 492 tot aan zijn dood bisschop van Siponto (het huidige Manfredonia). Laurentius zou in 492 of 493 op de Gargano-berg de kapel van de aartsengel Michaël gebouwd hebben, het oudste heiligdom in de Latijnse kerk gewijd aan de H. Michaël. Een eerste vermelding hiervan vindt reeds plaats in een boodschap van Paus Gelasius I aan de bisschop van Larino, rond 493-494.
Op de berg Gargano was reeds in de oudheid een orakelplaats gevestigd, later aan de godheid Dionysos gewijd. Na het begin van onze jaartelling werd er de Mithras-cultus bedreven. 
In 492-493 zou de aartsengel Michaël aan Laurentius zijn verschenen, die er een engelenheiligdom van maakte. Van hier verbreidde de cultus zich over Europa. Aan de verering van de aartsengel droeg onder meer de overwinning van Siponto op de Napolitanen op 8 mei 663 bij; sindsdien is 8 mei een aan Michaël gewijde dag. De doorslag bij deze verbreiding gaf waarschijnlijk het 8e-eeuwse boek Liber de apparitione sancti Michaelis, waarin de wonderbaarlijke verschijning van Michael uit de doeken werd gedaan.
Laurentius is patroonheilige van het Aartsbisdom Manfredonia-Vieste-San Giovanni Rotondo.
- Gemeinsame Normdatei: 1147228280
- Library of Congress Control Number: n91103105
- Virtual International Authority File: 215151246527344131629